# Hvarski kotar
Hvarski kotar je bio jedan od kotara u austrijskoj carskoj pokrajini Dalmaciji. Obuhvaćao je općine: ...  Prostirao se je 1900. godine na 413 km2.
1900. je godine u Hvarskome kotaru živjelo 28.005 stanovnika.